# Palau arquebisbal de Lima
El Palau arquebisbal (en castellà, Palacio arzobispal de Lima) és un edifici situat a la plaça Major del centre històric de Lima, en la cantonada que formen els carrers Jirón Junín i Jirón Carabaya. És la residència de l'arquebisbe de Lima i la seu administrativa de l'Arxidiòcesi de Lima, i a més també s'hi troben les oficines del Cardenal Juan Luis Cipriani.

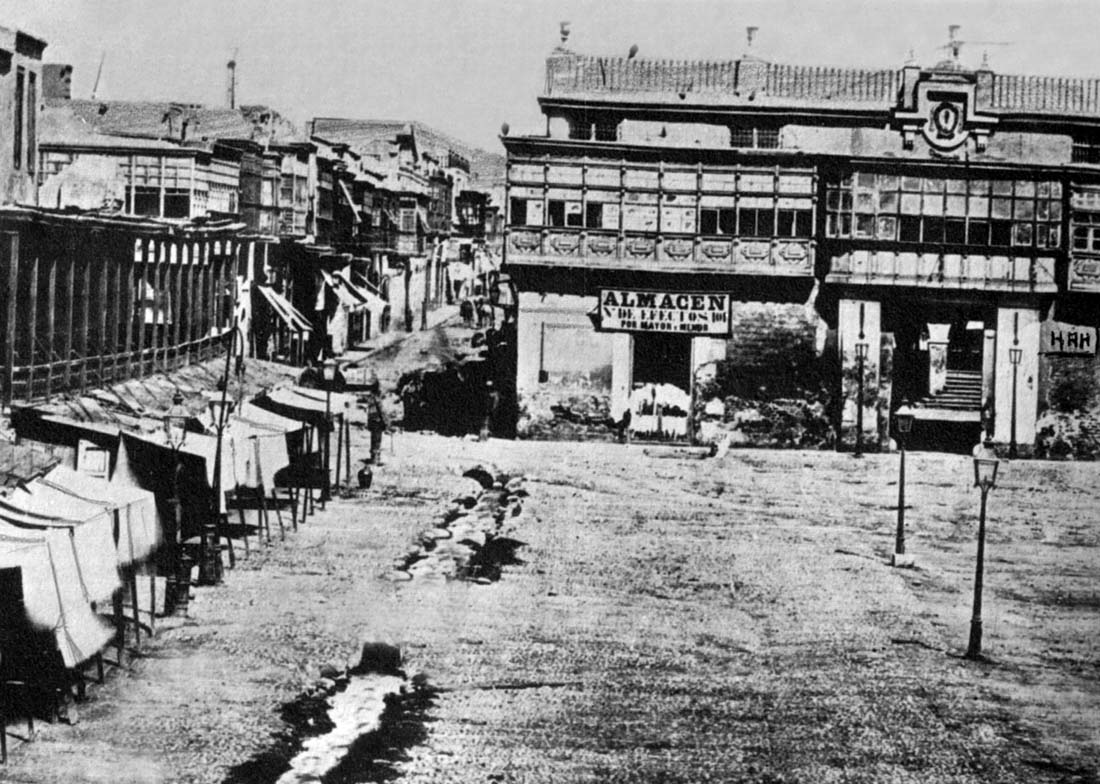
Vista de l'antic Palacio Arzobispal el 1860.

El Palau arquebisbal es troba a l'illa de cases que Francisco Pizarro va destinar, després de la fundació de la ciutat el 18 de gener de 1535, perquè fos la casa episcopal, usat aquell lloc com a seu del cabildo de Lima en els primers anys del Virregnat del Perú. L'antiga seu de l'arquebisbat disposava en la seva façana de balconades de diferents dissenys i diversos accessos, sobre un dels quals es mostrava l'escut de l'arxidiòcesi, a la plaça Major.
El pati comptava amb una galeria d'arcs en el primer nivell i columnes primes de fusta en el segon, en una harmoniosa composició. La façana de l'antic palau va ser demolida a la fi del segle xix juntament amb part de la parròquia del Sagrat, per ser alineada amb l'exterior de la catedral de Lima. La resta del palau va ser destruït en els anys posteriors.
L'edificació actual va ser inaugurada el 8 de desembre de 1924, dia de la Immaculada Concepció, com a símbol de l'harmonia existent entre l'Església Catòlica Romana i l'Estat, i va ser arquebisbe de Lima Emilio Lissón. El palau és considerat el primer exemple de l'estil arquitectònic neocolonial que es va desenvolupar a Lima durant el segle xx.
L'edifici va ser dissenyat per l'arquitecte polonès Ricardo de Jaxa Malachowski, que va prendre com a referència el disseny del Palau de Torre Tagle. Erigit al costat de l'església del Sagrario i de la catedral, antigament una quarta part de l'illa de cases estava destinada per a la policia, i es va formar la primera comissaria i la primera presó de la ciutat. Després el Papa Pau III va erigir aquest temple com a basílica catedral prevalguda, com es coneix actualment la seu de l'arquebisbat.
Els seus altres autors van ser Claude Antoine Sahut Laurent i l'enginyer civil Enrique Mogrovejo, constructors de l'obra.

## Descripció
La façana del Palau arquebisbal de Lima és d'estil arquitectònic neocolonial, presenta elements característics del barroc i està feta totalment de pedra reintegrada. Sobre la porta central o principal, que és d'estil neoplateresc, es troben dues grans balconades, d'estil neobarroc, tallades en fusta de cedre i que reflecteixen el sensualisme d'Andalusia.
En la part final, rematant l'edifici, es troba l'escultura en granit de Sant Toribio de Mogrovejo, patró protector de l'arquebisbat. També presenta a la façana dues astes: una per a la bandera del Perú i una altra per a la del Vaticà.
Interiorment és totalment ornamentat i s'hi pot veure una escultura de Santa Bàrbara. El sostre està il·luminat amb un vitrall de llunes franceses que permeten l'entrada de la llum. Les escales, d'estil imperi, són de marbre i amb baranes de fusta que donen accés al segon pis, en el qual hi ha una capella amb altar barroc.